# Errol Thurton
Errol Thurton (* 1944) ist ein ehemaliger belizischer Leichtathlet. Er war auf den 400-Meter-Lauf spezialisiert.
Thurton nahm an den Olympischen Sommerspielen 1976 in Montreal teil. Im Wettlauf über 400 m schied er in den Vorläufen aus.